# Langøya (Os)
Ne doit pas être confondu avec Langøya.
Langøya, Vetla Langøya, Ytsta Langøya ou Litla Langøya est une île norvégienne dans le comté de Hordaland. Elle fait partie du territoire de l'ancienne commune de Øs, aujourd'hui rattachée à Bjørnafjorden.

## Géographie
Rocheuse et couverte d'arbres, elle s'étend sur environ 206 m de longueur pour une largeur approximative de 76 m. 